# Сильва, Карлос (стрелок)
Карлос Сильва Монтерроса (25 августа 1952) — гватемальский стрелок, участник трёх Олимпийских игр и дважды знаменосец олимпийской сборной Гватемалы.

## Карьера
На свои первые Олимпийские игры Карлос Сильва поехал в 1980 году на игры в Москве. Причём он являлся знаменосцем своей сборной, однако на соревнованиях занял последнее 19 место, набрав 543 очка. Также он принимал участие в играх 1984 года в Лос-Анджелесе и 1988 года в Сеуле. В 1984 году Сильва занял 16 место с результатом 565 очков, а в 1988 году вновь занял последнее (23 место), набрав 569 очков.